# Васа Димић
Василије Васа Димић (Јагодина, 12/24. децембар 1854 — Београд, 17. децембар 1940) био је српски професор математике, директор Прве београдске гимназије, директор српске гимназије у Солуну „Дом Наука“, аутор многобројних средњошколских уџбеника и збирки из математике и физике, као и један од оснивача Народне радикалне странке.

## Биографија
Васа је рођен у Јагодини од оца Димитрија Димића и мајке Перке. У Јагодини је завршио основну школу, а Мушку гимназију у Крагујевцу, у којој је касније једно време био професор. У Београду је студирао на Великој школи у Капетан-Мишином здању, тада највишој образовној установи у Кнежевини Србији. Студије завршава 1876. међу првим дипломираним математичарима у Србији. Одмах после дипломирања учествује у Српско-Турском рату (1876–1878).

## Професорска каријера
После Српско-Турског рата, Васа отпочиње професорску каријеру. Радио је 1878. као учитељ у Великој Дренови, од 1879. до августа 1883. био је предавач и суплент немачког и српског језика, географије, аритметике, алгебре и геометрије јагодинске ниже гимназије. Био је суплент Крагујевачке гимназије (1884-1885), као и реалке у Ужицу (1886–1887). У Првој београдској гимназији био је са прекидима од 1887. до 1899 године. Ради унапређења средњошколске наставе у Краљевини Србији, Васа је 1891. године, од стране Министарства просвете, био послат у Париз на стручно усавршавање.
Као истакнути стручњак у својој области, Васа је био директор српске гимназије „Дом науке“ у Солуну од 1897. до 1899, где су Турци дозволили да се српска деца школују на свом језику и да имају своје наставнике и директора. У Солуну га паша, са осталим угледним професорима и њиховим породицама, позива о важним празницима. Ту су професори радили и залагали се за „нашу ствар“, како су називали ослобођење и независност Србије.
Васа потом наставља професорку каријеру у Србији, те је био професор у Крагујевачкој гимназији (1899–1900), а од 1900. је поново у Првој београдској и хонорарни професор у Другој београдској гимназији. Професор математике у Вишој женској школи у Београду био је 1899. За директора гимназије „Краљ Милан I“ у Нишу постављен је 1903. а потом за директора Прве београдске гимназије од 1904. до 1908 када је пензионисан. У Првој београдској гимназији и данас међ сликама директора у холу школе стоји Васина слика. Био је стални члан Главног просветног савета и члан Сталне испитне комисије (1903–1910).
Написао је више стручних чланака и средњошколских уџбеника, а најпознатија је његова прерада Мочникове Алгебре. Био је оснивач и сарадник крагујевачког листа Развитак, сарадник Наставника, уредник Поштанско-телеграфског весника (1893). Аутор је дела „Одговор г. Ђорђу Рокнићу на његову критику Мочникове алгебре“, Београд 1896.
У пензији је радио у приватној гимназији професора Владимира Зделара (1868—1926), а био је запослен и као члан контролног одбора Државне хипотекарне банке 1933. године.
За своје заслуге у просвети одликован је 27.1.1940. Орденом Југословенске круге III реда.

## Политичка каријера
Као већина младих и образованих људи с краја 19. века у Србији, Васа Димић се залагао за оне вредности која је успоставила Француска револуција: Слобода, једнакост, братство. Истомишљенике је нашао у Пашићевој Народној радикалној странци, у којој је био међу оснивачима, а која се борила против апсолутистичке власти Милана Обреновића.
У Крагујевцу је 1885. покренут лист „Развитак“, чији су оснивачи били професори гимназије: Пера Ђорђевић, наставник српског језика, Ђура Милијашевић, наставник природних наука и физике, Васа Димић, наставник математике, и Милан Мужа, наставник природних наука и немачког језика. Режим је лист забранио, тројица професора су премештени из Крагујевца, а Милан Мужа протеран из Србије са забраном повратка.
Када су 1880-их година радикали на кратко добили владу, свог истакнутог борца Васу поставили су за начелника пошта и телеграфа при Министарству пољопривреде.
Васа је био и на оснивању Самосталне радикалне странке 1903. у сали некадашњег биоскопа Балкан. Одвојили су се од Пашићевих радикала, пошто је овај наводно, напустио оригиналне циљеве Радикалне странке. Од њих је касније настала Демократка странка. После оснивања, играли су коло „радикалку“ на улици.

## Стогодишњица Прве београдске гимназије
Један леп тренутак пред крај Васиног живота била је прослава стогодишњице Прве београдске гимназије на којој је био најстарији живи професор и о чему су писале све тадашње новине. У свом говору, између осталог, рекао је:
„Допустите ми да искористим једно ретко право – право најстаријег, да вас скупа ословим речима: Драги моји ђаци, драга децо! Ја на то имам пуно право, јер равно пре 52 године имао сам част да будем постављен за наставника ове угледне школе. Ја имам још и то ретко задовољство, да поздрављајући вас све заједно, видим међу присутнима и понеке сасвим седе косе, неке које сам, пре 52 године, као наставник математике испитивао на матури. Моје успомене, иако тако далеке, још су довољно свеже, и могу вам рећи као сведок коме треба веровати, да сам са осећањем срећног родитеља пратио дела и успехе многих и многих генерација из ове школе. Велики је број знаменитих имена ђака Прве београдске гимназије. Једни су стварали за углед и заједничко добро, а други су, за част народног имена, све жртвовали. Вама ће то боље показати изложба којој ћете се овде дивити, као и спомен плоча пред којом се мора са пијететом поклонити. Мени је, ево, дата срећа, коју сваки наставник прижељкује, можда и без много права – да у делима својих бивших ђака – малишана осетим плод својих стремљења. Најмлађим, садашњим ученицима Прве београдске гимназије, нека би ова лепа и ретка свечаност дала потстрек да својим радом и својим успесима очува традицију ове толико заслужне просветне установе – за добро наше велике и дивне отаџбине!“
Васу су одушевљено поздравили, а после говора пришао му је његов некадашњи ученик Љуба Давидовић и срдачно се са њим поздравио и пољубио. Овај тренутак сусрета најстаријег живог професора и најстаријег живог ученика ове гимназије бурно је поздрављен од присутних.

## Породица
Васа је имао два брака, први са Јеленом Протић (Београд, 27.5.1862 – Београд, 6.10.1884), у Вазнесењској цркви 30.4.1879. године. Са Јеленом, ћерком Петра Протића и Ане Васић, имао је кћер Наду (Крагујевац, 16.11.1882 – Београд, 20.12.1967) која се у Солуну удала за професора Илију Лалевића (1872—1940). Тадашњи српски конзул у Солуну био је Бранислав Нушић, а како је био Васин пријатељ, организовао је бал у част Наде и са њом одиграо први плес.
Други Васин брак био је са Милицом Хаџи-Поповић (Београд, 17/30.8.1860 – Београд, 14.1.1943), од оца Николе Хаџи-Поповића, касационог судије по коме се крај Београда зове Хаџипоповац, и мајке Катарине, сестре Анастаса Јовановића, првог српског литографа, фотографа и двороуправитеља кнеза Михаила. Због ове блискости кнез Михаило Обреновић је Милици био кум на крштењу. Из овог брака Васа и Милица имали су ћерку Даницу Димић (1894-1943), пијанисткињу, и сина Бранка Димића (1895-1944), конзула Краљевине Југославије.